# خورخي فيليكس
خورخي فيليكس (بالإسبانية: Jorge Félix)‏ هو لاعب كرة قدم إسباني، ولد في 22 أغسطس 1991 في مدريد في إسبانيا. لعب مع بياست غليفيتسه.

## وصلات خارجية
- خورخي فيليكس على موقع اتحاد تركيا (لاعب) (الإنجليزية)
- خورخي فيليكس على موقع قاعدة بيانات كرة القدم.إي يو (الإنجليزية)
- خورخي فيليكس على موقع Soccerway.com (الإنجليزية)
- خورخي فيليكس على موقع عالم كرة القدم.نت (الإنجليزية)